# エリザベス・ド・バラ (第4代アルスター女伯)

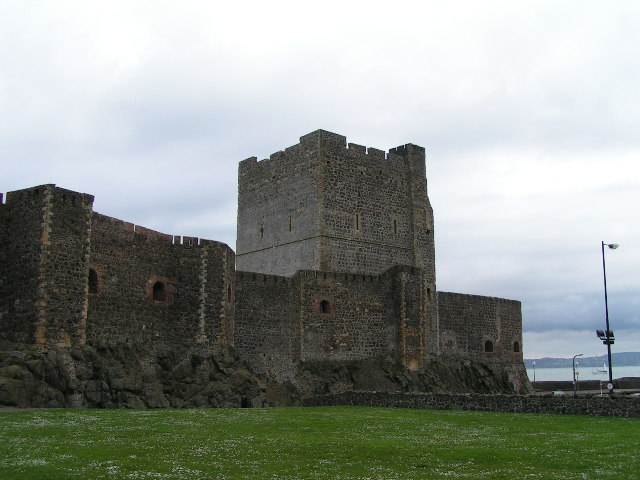
エリザベスの生地、キャリックファーガス城

第4代アルスター女伯エリザベス・ド・バラ（Elizabeth de Burgh, 4th Countess of Ulster, 1332年7月6日 - 1363年12月10日）は、ノルマン系アイルランド貴族。クラレンス公ライオネル・オブ・アントワープと結婚した。

## 家族
エリザベスはアイルランドのベルファスト近郊のキャリックファーガス城で、第3代アルスター伯ウィリアム・ドン・ド・バラとモード・オブ・ランカスターの一人娘として生まれた。バラ家の祖ウィリアム・ド・バラの嫡流の子孫の最後の一人であった。父方の祖父母はジョン・ド・バラ（第2代アルスター伯リチャード・オーグ・ド・バラの息子）とエリザベス・ド・クレア、母方の祖父母は第3代ランカスター伯ヘンリーとモード・チャワースである。異母妹に、母モードとその再婚相手であるアイルランド総督サー・ラルフ・ド・アフォードとの間に生まれたモード・ド・アフォードがいる。

## 結婚
1333年6月6日に父ウィリアムが殺害されると、エリザベスはアイルランドのバラ家の全領地の唯一の法定相続人となった。実際には、親族であるサー・エドモンド・ド・バラ・オブ・クランウィリアム、サー・エドモンド・アルバナック・ド・バラ・ザ・マック・ウィリアム・イオクター、サー・ユーリック・ド・バラ・ザ・マック・ウィリアム・ウアクターがバラ家の内紛中に事実上の一族当主となり、バラ家の領地の所有者となった。これは、エリザベスが当時わずか11か月の幼児であったためである。
エリザベスはアルスター女伯としてイングランドで育ち、1352年8月15日にロンドン塔でクラレンス公ライオネル・オブ・アントワープと結婚した。クラレンス公はイングランド王エドワード3世とその王妃フィリッパ・オブ・エノーの次男であった。詩人のジェフリー・チョーサーは少年時代にエリザベスの従者として仕えた。
夫妻の間には1355年8月16日に1女フィリッパが生まれ、エドワード3世とフィリッパ王妃の最年長の孫となった。エリザベスの娘フィリッパはアルスター女伯位を継承し、1368年に第3代マーチ伯エドマンド・モーティマーと結婚した。2人の爵位は息子のロジャー・モーティマーに受け継がれ、最終的にはヨーク家に嫁いだ孫娘のアン・モーティマーによりヨーク家に受け継がれた。ヨーク家はライオネル・オブ・アントワープの子孫を根拠にイングランド王位を主張することになる。
エリザベスは1363年、夫がアイルランド総督を務めていた時期にダブリンで亡くなった。エリザベスはサフォークのブルイスヤード修道院に埋葬された。遺体が本国に送還される際、夫はそこでエリザベスの母モードが新たにフランシスコ会女子修道院を設立するために王室の承認を得た。